# NGC 2994
NGC 2994 este o galaxie LINER situată în constelația Leul. A fost descoperită în 24 februarie 1827 de către John Herschel.